# Kanton Clermont-Ferrand-Sud
Der Kanton Clermont-Ferrand-Sud war bis 2015 ein französischer Kanton im Arrondissement Clermont-Ferrand, im Département Puy-de-Dôme und in der Region Auvergne-Rhône-Alpes. Vertreter im Generalrat des Départements war zuletzt von 2001 bis 2015 (wiedergewählt 2008) Serge Lesbre. 
Der Kanton umfasste Teile des Stadtgebietes von Clermont-Ferrand. 